# Paracossus parvus
Paracossus parvus is een vlinder uit de familie van de houtboorders (Cossidae). De wetenschappelijke naam van de soort is voor het eerst geldig gepubliceerd in 1905 door George Francis Hampson.

## Type
- holotype: "male, Genitalia slide Cossidae no. 145"
- instituut: BMNH, Londen, Engeland
- typelocatie: "Ceylon [Sri Lanka], Matale"